# Елдон (Оклахома)
Елдон (англ. Eldon) — переписна місцевість (CDP) в США, в окрузі Черокі штату Оклахома. Населення — 347 осіб (2020).

## Географія
Елдон розташований за координатами 35°56′24″ пн. ш. 94°48′33″ зх. д. / 35.94000° пн. ш. 94.80917° зх. д. (35.940129, -94.809190).  За даними Бюро перепису населення США в 2010 році переписна місцевість мала площу 23,75 км², з яких 23,39 км² — суходіл та 0,36 км² — водойми.

## Демографія
Згідно з переписом 2010 року, у переписній місцевості мешкало 368 осіб у 136 домогосподарствах у складі 100 родин. Густота населення становила 15 осіб/км².  Було 155 помешкань (7/км²).
Расовий склад населення:
| - 50,8 % — корінних американців - 41,6 % — білих |

До двох чи більше рас належало 7,3 %. Частка іспаномовних становила 2,2 % від усіх жителів.
За віковим діапазоном населення розподілялося таким чином: 28,0 % — особи молодші 18 років, 59,5 % — особи у віці 18—64 років, 12,5 % — особи у віці 65 років та старші. Медіана віку мешканця становила 37,0 року. На 100 осіб жіночої статі у переписній місцевості припадало 89,7 чоловіків;  на 100 жінок у віці від 18 років та старших — 97,8 чоловіків також старших 18 років.
Середній дохід на одне домашнє господарство  становив 53 731 долар США (медіана — 65 125), а середній дохід на одну сім'ю — 66 243 долари (медіана — 70 365). Медіана доходів становила 48 125 доларів для чоловіків та 40 982 долари для жінок. За межею бідності перебувало 6,3 % осіб, у тому числі 0,0 % дітей у віці до 18 років та 0,0 % осіб у віці 65 років та старших.
Цивільне працевлаштоване населення становило 90 осіб. Основні галузі зайнятості: освіта, охорона здоров'я та соціальна допомога — 46,7 %, оптова торгівля — 13,3 %, роздрібна торгівля — 7,8 %, публічна адміністрація — 6,7 %.